# Orkanen Ivan
Orkanen Ivan (en. Hurricane Ivan) var den nionde namngivna tropiska stormen och den femte orkanen, under 2004 års orkansäsong i Atlanten. Ivan var en orkan av Kap Verde-typ som nådde kategori 5 på Saffir–Simpsons orkanskala vid tre separata tillfällen.

## Utveckling
Den 2 september 2004 bildades tropiska lågtrycket 9 sydväst om Kap Verde.. Den 3 september 2004 bildades Tropical Storm Ivan i Atlanten. Ivan intensifierades och växte i styrka till en orkan den 5 september. Stormen intensifierades snabbt, och nådde runt midnatt den 6 september kategori 4 med vindhastigheter nära 215 km/h.. Vindskjuvning gjorde att när stormens öga nådde Grenada i Öarna över vinden hade Ivan bedarrat till en stark kategori 3.
Ivan hade nu kommit in över Karibiska havet och växte i styrka igen, och det uppskattas att den nådde kategori 5 under natten till den 9 september, runt 145 km norr om Aruba Intensiteten fluktuerade på grund av ombildningar av orkanens öga, och under natten till den 11 september passerade den Jamaica i västlig riktning som en kategori 4 med vindar på 240 km/h. Ivan växte nu i styrka tillbaka till en kategori 5 med vindar på 265 km/h vid ett lufttryck på 910 mbar, vilket var den högsta intensiteten den nådde.. Ivans öga ombildades nu och stormen bedarrade kortvarigt, innan den återigen nådde kategori 5 en tredje gång under kvällen den 12 september.
Under natten till den 12 september passerade Ivan Yucatánkanalen och kom in i Mexikanska golfen. Ivan försvagades till en kategori 3 innan ögat nådde land i Gulf Shores, Alabama runt 2(CDT) på natten den 16 september. Ivan försvagades till ett tropiskt lågtryck som de följande tre dagarna passerade USA:s sydöstra stater. Den 18 september passerade lågtrycket Virginias kust ut i Atlanten där den vände sydväst och passerade över Florida den 20 september. Lågtrycket passerade in över land igen i Louisiana kvällen den 23 september, innan det slutligen upplöstes över Texas den 25 september.

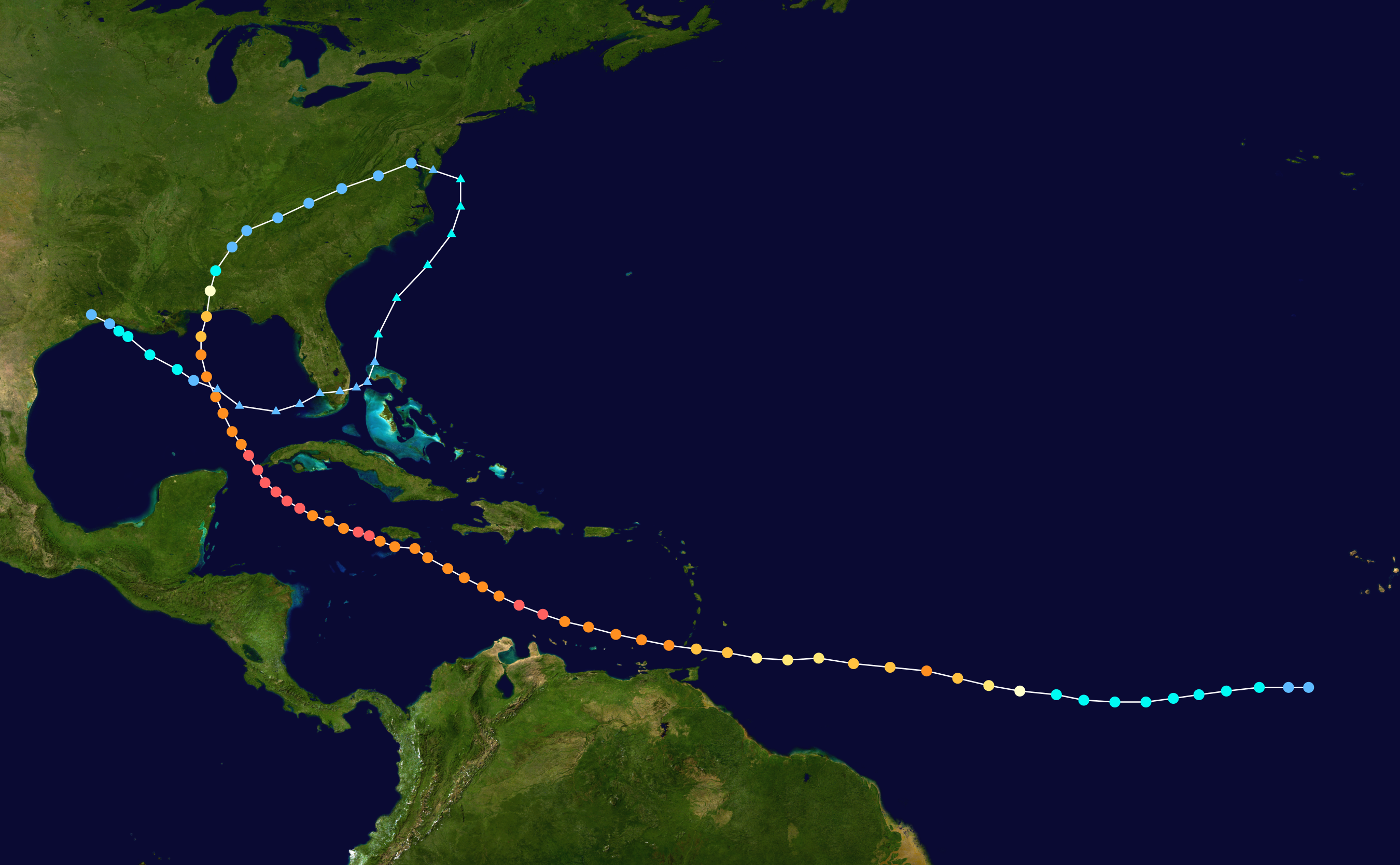
Orkanen Ivans framfart